# Hooligans (álbum)
| Críticas profissionais | Críticas profissionais |
| Avaliações da crítica  | Avaliações da crítica  |
| Fonte                  | Avaliação              |
| ---------------------- | ---------------------- |
| allmusic               | link                   |

Hooligans é uma coletânea do The Who. Lançada pela MCA Records em 1981, é mais focada em canções da banda gravadas na década de 1970, com apenas três títulos da década de 1960 ("I Can't Explain", "I Can See for Miles" e "Pinball Wizard").

## Faixas
Todas as faixas por Pete Townshend, exceto onde especificado em contrário.

### Disco um
1. "I Can't Explain" – 2:05
2. "I Can See for Miles" – 4:02
3. "Pinball Wizard" – 3:00
4. "(Nothing is Everything) Let's See Action" – 3:56
5. "Summertime Blues" (Eddie Cochran/Jerry Capehart) – 3:23
6. "The Relay" – 3:28
7. "Baba O'Riley" – 5:01
8. "Behind Blue Eyes" – 3:40
9. "Bargain" – 5:32
10. "The Song is Over" – 6:11

### Disco dois
1. "Join Together" – 4:21
2. "Squeeze Box" – 2:41
3. "Slip Kid" – 4:30
4. "The Real Me" – 3:21
5. "5.15" – 4:50
6. "Drowned" – 5:06
7. "Had Enough" (John Entwistle) – 4:29
8. "Sister Disco" – 4:20
9. "Who Are You" – 6:21